# يوتيوب بريميوم
يوتيوب بريميم (بالإنجليزية: YouTube Premium)‏ (يوتيوب ريد سابقا (بالإنجليزية: YouTube Red)‏  هي خدمة بث مقابل اشتراك تابعة لموقع يوتيوب ومتاحة في الولايات المتحدة، و أستراليا، و المكسيك، و نيوزيلاندا، و كوريا الجنوبية.والشرق الأوسط تقدم الخدمة بث لجميع مقاطع الفيديو الموجودة على يوتيوب دون إعلانات، وإعادة تشغيلها (playback) على الأجهزة النقالة، كما تُمكن الخدمة المشاهدين من تشغيل مقاطع الفيديو دون اتصال بالإنترنت، والاستماع إلى موسيقى تُبث من خلال جوجل بلاي ميوزك دون إعلانات، ومشاهدة المسلسلات والأفلام الخاصة بيوتيوب ريد.

## وصلات خارجية
- الموقع الرسمي